# Джехути (военачальник)
Джехути (Джхути, Тхутия, Тути) — военачальник фараона XVIII династии Тутмоса III, известный благодаря древнеегипетскому литературному произведению «Взятие Юпы» и своей гробнице в Саккаре.
Имя Джехути (егип. ḏḥwty, возможно, произносится ḏiḥautī) получил в честь бога мудрости Тота. Генерал носил титулы «сопровождающий фараона во все чужеземные страны», «начальник северных земель», «царский писец».

## Биография
Джехути фигурирует во «Взятии Юпы» как покоритель взбунтовавшегося провинциального города Юпы. Местонахождение Юпы точно не известно: город мог лежать близ Дамаска, либо находиться на месте современного порта Яффы (греч. Иоппе). Джехути описан смелым и мудрым военачальником, сумевшим усмирить бунтовщиков хитростью.

## Гробница
В 1824 году Бернардино Дроветти обнаружил гробницу Джехути в Саккаре. О раскопках и местонахождении гробницы сохранилось немного записей, поскольку наука археология в тот период находилась в зачаточном состоянии. Артефакты из гробницы распроданы в музеи мира, отчего восстановление первоначального облика затруднительно. Из предметов генерала Джехути представлены золотая и серебряная чаши, подаренные самим фараоном Тутмосом III (Лувр), 4 канопы (Флоренция), амулет-скарабей, золотой браслет (Лейден) и кинжал (Дармштадт). На золотой чаше из музея Лувра читается дарственная надпись:
«Милостью фараона Менхеперра, правителя Верхнего и Нижнего Египта даруется его выдающемуся дворянину, отцу бога, возлюбленному бога, сопровождающему фараона во все чужеземные страны и острова в море, наполнившему запасы лазуритом, серебром и золотом генералу… [и] царскому писцу Джехути».
Считается, прекрасной ювелирной работы кольцо (The Ashburnham ring), приобретённое в Каире 4-м графом Ашбёрнемом в 1825 году и выставленное в Британском музее (EA 71492), принадлежало генералу Джехути. Весит оно 35,8 граммов и содержит надписи: «Кто послушен Двум дамам, Наводящий ужас во всех землях» (две дамы — это богини Уаджит и Нехбет) и «Менхеперра, возлюбленный Птаха, сияющего лицом».
Ничего не известно об упомянутых в записках Дроветти мумии и саркофаге древнеегипетского генерала.
- Золотое блюдо генерала Джехути, Лувр
- Золотое блюдо, подаренное фараоном, с именем Джехути. Лувр
- Алебастровая ваза генерала Джехути. Лувр
- Фрагмент серебряной чаши Джехути